# Vitskuldrat eldöga
Vitskuldrat eldöga (Pyriglena leucoptera) är en fågel i familjen myrfåglar inom ordningen tättingar.

## Utbredning och systematik
Fågeln förekommer från östra Brasilien (östra Bahia) till östra Paraguay och nordöstra Argentina (Misiones). Den behandlas som monotypisk, det vill säga att den inte delas in i några underarter.

## Status och hot
Arten har ett stort utbredningsområde, men tros minska i antal, dock inte tillräckligt kraftigt för att den ska betraktas som hotad. Internationella naturvårdsunionen IUCN listar arten som livskraftig (LC).